# Вогулка (приток Тагила)
Вогу́лка — река на Среднем Урале, протекает по Кировградскому муниципальному округу и муниципальному округу Верхний Тагил Свердловской области России. Длина реки составляет 12 км.
Исток реки — на территории Висимского природного заповедника, между горами Долгая и Сутук. Течёт на восток через берёзово-еловый лес, протекает через Вогульский пруд, созданный в XVIII веке как заводской пруд, в настоящее время на этом водохранилище работает Вогульская ГЭС (мощность 2 МВт).
Впадает с левого берега в Верхнетагильский пруд на реке Тагил в Верхнем Тагиле, в 386 км от устья Тагила.
Основные притоки — речки Зоринка, Зоринка 2-я и Лубная, все впадают справа.

## Данные водного реестра
По данным государственного водного реестра России, река Вогулка относится к Иртышскому бассейновому округу, речному бассейну Иртыша, речному подбассейну Тобола. Водохозяйственный участок — Тагил от истока до города Нижнего Тагила, без реки Чёрной.
Код объекта в государственном водном реестре — 14010501412111200005119.